# 얀센주의

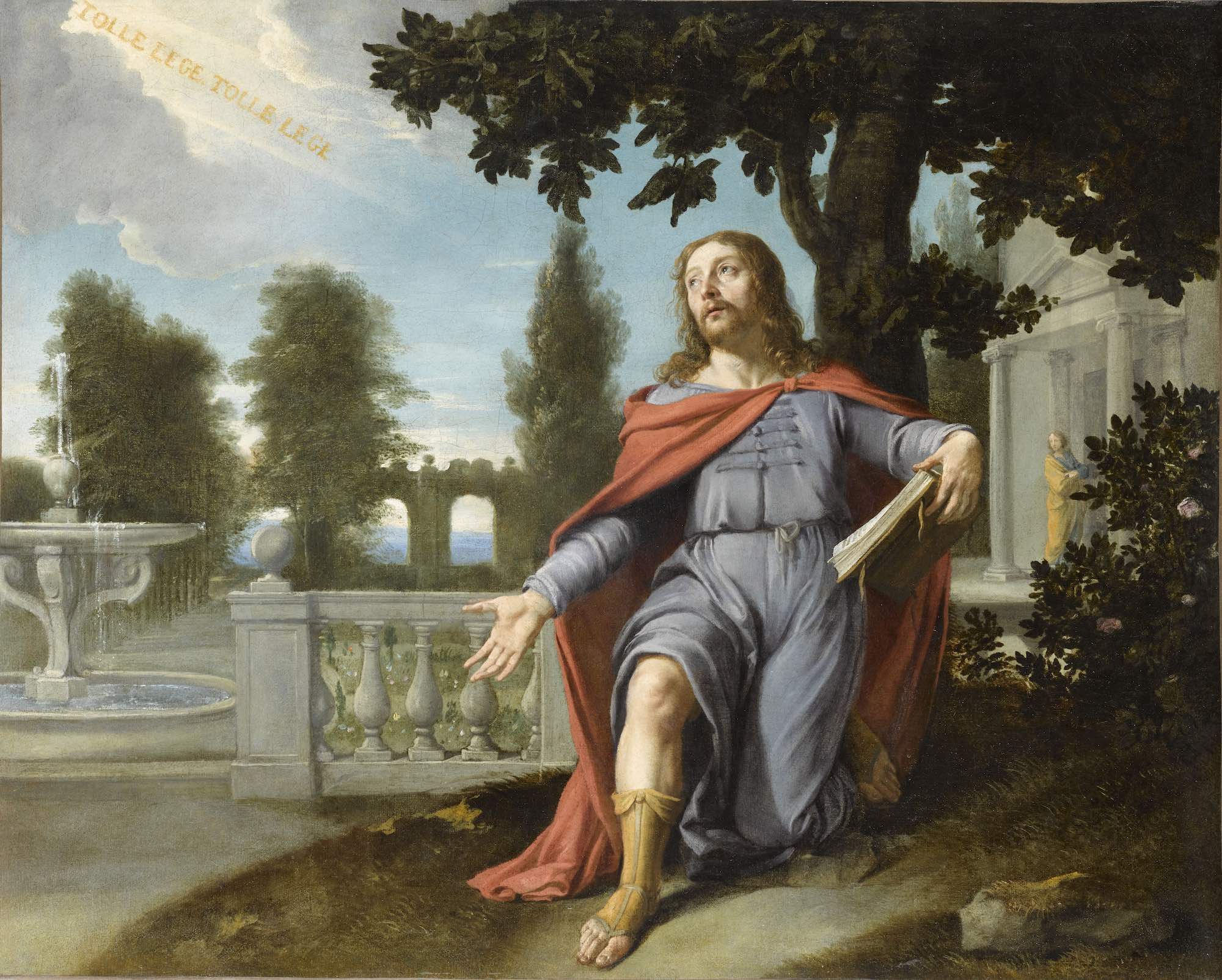
프랑스 바로크 화가이자 얀센주의자인 필립 드 샹파뉴의 성 아우구스티누스의 개종('La Conversion de saint Augustin', 약 1650년).

얀센주의(Jansenism)는 로마 가톨릭교회안에 있어난 초기 현대 신학 운동의 하나로 주로 프랑스 왕국내에서 활동하였다.  신학적인 개념인 자유의지론과 신의 은총 개념을 절충하기 위한 시도였다. 얀센주의자들은 아우구스티누스의 은혜 교리를 참되다고 고백하였다. 이 운동의 발단은 코르넬리우스 얀센의 사후에 출간된 작품에서 비롯되었다. 얀센주의는 가톨릭 안에서 특히, 예수회의 공격을 받았다. 절대왕정에 대한 반대하는 정치적, 철학적 측면으로 발전하였다.
얀센주의를 명확히 정의하는 것은 어려운 일인데, 얀센주의자로 구별되는 이들이 스스로를 로마 가톨릭 신자라고 여기며 '얀센주의'라는 명칭을 거의 사용하지 않았기 때문이다. 그러나 그들은 아우구스티누스의 교리에 기반한 신의 은총의 교리를 주장하며, 이 교리가 선행과 구원을 위해 필수적일 뿐만 아니라, 인간의 자유 의지를 부정하고 이를 새롭게 하여 구원을 이룬다고 보았다. 또한, 얀센주의자들은 도덕적 엄격주의와 예수회 및 교황지상주의(ultramontanism)에 대한 적대감으로도 구별된다. 17세기 말부터 정치적 측면을 가지게 되었으며, 절대왕정주의자들의 반대파들이 주로 얀센주의와 연관되었다. 대표적인 얀센주의자로는 블레즈 파스칼이 있다.
얀센주의는 반종교개혁 시기에 시작되었으며, 그 이름은 이 운동의 기초가 된 저서 《아우구스티누스》를 저술한 네덜란드 이퍼르 주교 코르넬리우스 얀센의 이름에서 유래하였다. 이 책은 1640년 뢰번에서 얀센 사후에 출판되었으며, 그 친구인 생시란 수도원의 아빠스 장 뒤 베르제에 의해 처음 배포되었다. 1643년 뒤 베르제의 사망 후에는 앙투안 아르노가 운동을 이끌었다. 《아우구스티누스》는 수십 년에 걸친 은총에 관한 논쟁의 절정으로, 예수회에 대한 로마 가톨릭 성직자 일부의 적대감이 증가하는 시점에 출판 및 배포되었다. 얀센은 예수회가 구원에 있어서 자유의지에 너무 큰 역할을 부여한다고 주장하며, 아우구스티누스의 진정한 입장을 확립하려고 했다.
《아우구스티누스》는 특히 프랑스에서 격렬한 논쟁을 불러일으켰고, 제한된 속죄와 불가항력적 은총 등의 다섯 가지 교리가 이 책에서 추출되어 이단으로 선언되었다. 이들은 1653년 교황 인노첸시오 10세에 의해 교황의 칙령인 사도헌장 'Cum occasione'에서 공식적으로 단죄되었다. 일부 얀센주의자들은 교리가 이론상(de jure)으로는 이단일지라도, 《아우구스티누스》에서는 사실상(de facto) 찾아볼 수 없다고 주장하며, 교황이 사실상의 문제에 대해 로마 가톨릭 신자들의 양심을 구속할 수 없다고 반박했다.
얀센주의자들은 예수회의 편의주의를 도덕적 해이라고 공격하였는데, 이와 같은 내용은 블레즈 파스칼의 《시골 벗에게 부치는 편지》 등의 작품에서 나타나 프랑스 여론에 큰 영향을 미쳤다. 동시에 포르루아얄 데샹은 이 운동의 신학적 중심지이자 베르제, 아르노, 파스칼, 피에르 니콜, 장 라신 등의 작가들이 모이는 장소가 되었다. 얀센주의자는 점점 더 발전하여 사회적 인기를 끌었으며, 17세기 후반에는 교황 클레멘스 9세 하에서 잠시 평화를 누리기도 했는데 이 시기를 '클레멘스의 평화'라 부르기도 한다.
그럼에도 불구하고 얀센주의는 로마 가톨릭 교계 내에서 많은 반대에 부딪혔는데, 특히 예수회로부터 큰 반발을 받았다. 얀센주의자들이 자신들을 단순히 아우구스티누스 교리의 엄격한 추종자라고 생각한 반면, 예수회는 이들의 사상을 은밀한 칼뱅주의의 일파로 간주하며 '얀센주의'라는 용어를 만들었다. 얀센주의자들은 또한 왕권에 적대적인 세력으로 여겨졌으며, 루이 14세 이후로 심하게 박해받았다. 교황들도 이들에 대해 점차 엄격한 태도를 보였으며, 클레멘스 11세는 1708년 포르루아얄 데샹을 폐지하고, 1713년에는 사도헌장 'Unigenitus'를 반포하여 그 교리를 다시 한번 단죄했다. 이 논쟁은 1728년 파리 대주교이자 추기경인 루이 앙투안 드 노아이유가 교서에 서명하며 마침대 종결되었다.
이후 18세기 동안 얀센주의는 계몽주의와 결합하여 예수회, 절대왕정, 교황지상주의에 맞선 투쟁을 벌였다. 얀센주의자들은 루이 15세를 설득하여 예수회를 해체하도록 하는 데 중요한 역할을 했으며, 프랑스 제1공화국과 성직자기본법을 지지한 성직자들 역시 대부분 얀센주의자들이었다. 그러나 19세기에 접어들면서 얀센주의는 점차 쇠퇴하였고, 제1차 바티칸 공의회가 교황 무류성 교리를 선언하며 그 원인 중 하나였던 논쟁들을 종결시켰다. 이로 인해 로마 가톨릭 성직자들과 평신도들이 교황 교서에 대해 수용하거나 거부할 수 있는지에 대한 모호성이 해소되었다.

## 다섯 교리
얀센주의의 반대자들은 《아우구스티누스》가 더욱 철저히 단죄되기를 원했는데, 특히 예수회는 얀센주의를 칼뱅주의의 이단으로 간주했다. 리슐리외의 동맹이자 바브르의 주교가 된 이삭 아베르(Isaac Habert)는 1646년 12월 《아우구스티누스》에서 이단으로 여겨지는 여덟 가지 교리를 추출하여 발표했다. 몇 년 후인 1649년, 소르본 대학의 이사(syndic)인 니콜라 코르네(Nicolas Cornet)는 《아우구스티누스》가 계속 유통되자 좌절감을 느끼고, 이 책에서 다섯 가지 교리와 De la fréquente communion에서 두 가지 교리를 추출하여 소르본 대학 교수들에게 이 교리들을 단죄할 것을 요청했다. 얀센의 이름은 명시적으로 언급되지 않았지만, 모두가 그가 단죄되고 있음을 알고 있었다.
교활한 이사는 충성심에 따라 이를 의무로 여기며 정확한 진술을 하지 않으며, 이 교리들을 누구에게도 귀속시키지 않았다. 만약 누군가 얀센의 이름을 거론했다면, 그는 "얀센과는 무관하다"(Non agitur de Jansenio)고 말했지만, 실제로는 얀센과 그만이 문제의 핵심이었다.(p. 81)
교수진이 이 교리들을 단죄하기 전에, 파리고등법원이 개입하여 교수진이 이 교리들을 판단하지 못하도록 금지했다. 교수진은 그 후 1650년 프랑스 성직자 회의에 교리들을 제출했다. 그 결과, 아베르는 같은 해에 교황 인노첸시오 10세에게 편지를 보낼 때 초기 일곱 교리 중 다섯 가지를 언급했다. 이 편지에서 그는 직접적으로 얀센을 언급하지 않았지만, 그의 저서로 인해 프랑스에서 발생한 혼란을 설명했다. 이때까지 다섯 교리는 공식적으로 얀센에게 귀속되지 않았다.(p. 84) 이 편지는 논란을 불러일으켰고, 90명 이상의 프랑스 주교들이 서명했지만, 즉시 반박하는 13명의 아우구스티누스주의 대수도원장(prelate)들이 로마에 반박 편지를 보냈다. 이 편지에서 성직자들은 다섯 교리를 '논쟁을 유발하기위해 모호한 용어로 작성된 것'이라며 비판하며, 교황에게 아우구스티누스주의를 성급하게 단죄하지 않도록 주의할 것을 요청했다. 이 주교들 중에는 앙제의 주교이자 앙투안 아르노의 형제인 앙리 아르노(Henri Arnauld)와, 이후 포르 로얄을 강력히 지지하게 될 보베의 주교 니콜라 쇼아르 드 뷔젠발(Nicolas Choart de Buzenval)이 포함되어 있었다.(p. 85) 동시에, 앙투안 아르노는 얀센의 저서에 이 다섯 교리가 실제로 존재하는지에 대해 의문을 제기하며, 얀센주의 반대자들의 조작 가능성을 제기했다.

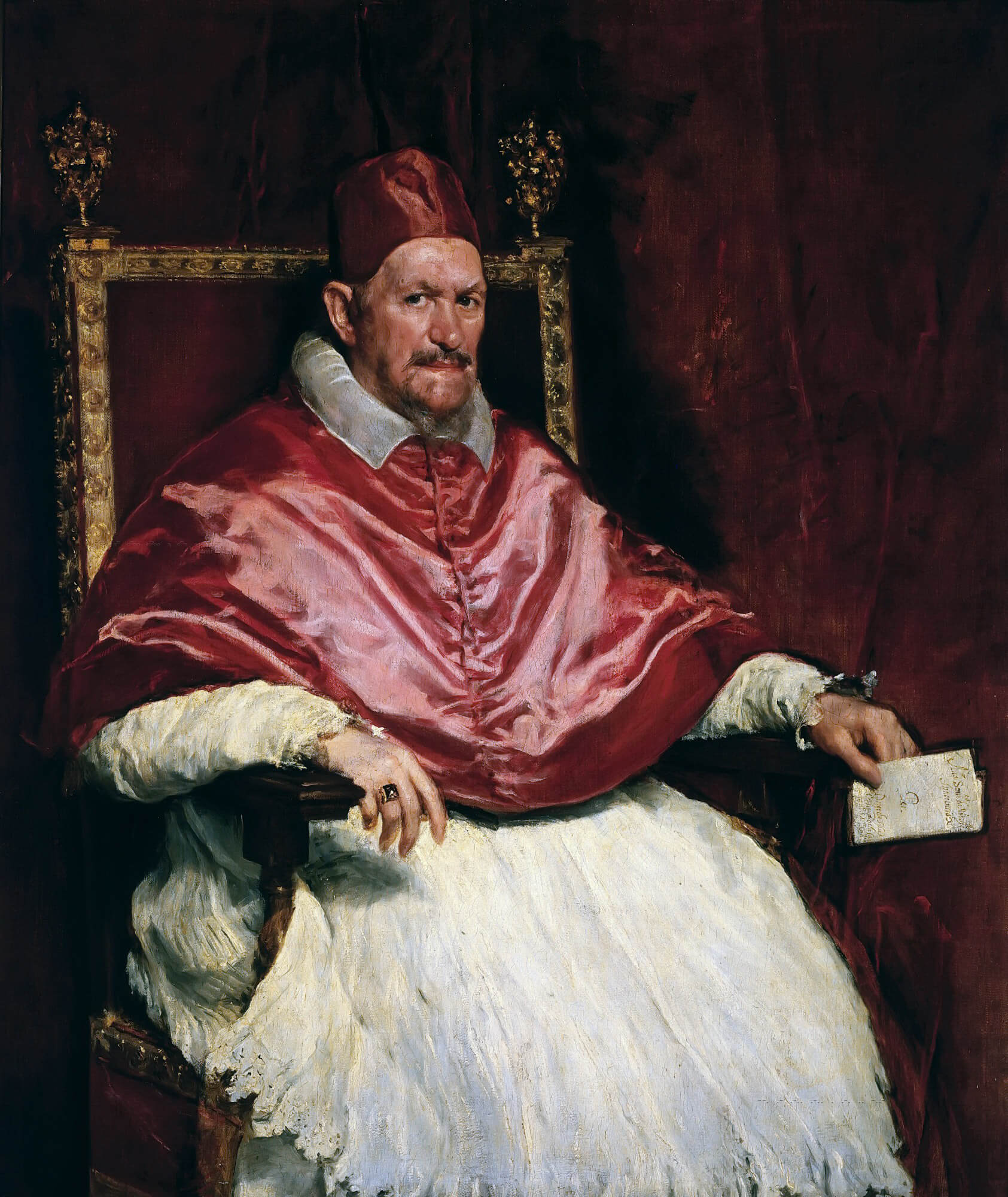
1653년 교서 Cum occasione를 반포하여 얀센주의의 다섯 가지 교리를 이단으로 단죄한 교황 인노첸시오 10세(1574-1655).

성직자들은 또한 인노첸시오 10세에게 상황을 해결하기 위해 교황 클레멘스 8세때 열었던 것과 유사한 위원회를 개최해줄 것을 요청했다. 인노첸시오 10세는 다수의 요청(즉, 90명의 주교들의 요청)을 수락했지만, 소수의 견해를 수용하기 위해 다섯 명의 추기경과 열세 명의 자문 위원으로 구성된 자문 위원회를 임명하여 상황을 보고하도록 했다. 다음 2년 동안 이 위원회는 36차례 회의를 열었고, 그 중 10차례는 인노첸시오 10세가 주재했다. 위원회의 얀센주의 지지자들은 세 가지 항목으로 구성된 표를 작성했는데, 첫 번째는 이단으로 단죄된 칼뱅주의 입장, 두 번째는 몰리니즘으로 분류된 펠라기우스주의/반펠라기우스주의 입장, 세 번째는 얀센주의자들에 따른 올바른 아우구스티누스주의 입장이었다. 결과적으로 1653년 인노첸시오 10세는 다수의 입장을 지지하여 얀센주의의 교리들을 단죄하고, 교서 형태로 사도헌장 Cum occasione를 반포했다. 이들 중 첫 네 가지 교리는 이단으로 선언되었고, 다섯 번째는 거짓으로 선언되었는데, 구체적으로는 다음과 같다.
1. 의로운 사람들이 아무리 원하고 노력해도 지킬 수 없는 하나님의 명령이 있으며, 그 명령을 지킬 수 있도록 은총을 받지 못하기도 한다.
2. 타락한 사람들도 내적인 은총에 저항할 수 없다.
3. 자유 의지가 없는 인간도 공로를 세울 수 있다.
4. 반펠라기우스주의자들이 모든 내적 행위에 선행하는 은총이 필요하다고 가르친 것은 맞지만, 타락한 인류가 선행하는 은총을 수용하거나 저항할 수 있는 자유를 가졌다고 가르친 것은 틀렸다.
5. 그리스도가 모든 인류를 위해 죽었다고 말하는 것은 반펠라기우스주의이다.

프랑스는 이 교서를 수용했다. 앙투안 아르노를 포함한 일부 얀센주의자들은 다섯 교리가 이단임을 인정했지만, 《아우구스티누스》에서는 이를 찾을 수 없다고 주장했다. 그들은 얀센과 그의 《아우구스티누스》가 아우구스티누스가 가르친 바를 따랐기 때문에 정통적이라고 주장했으며, 교황이 아우구스티누스의 견해를 단죄할 수 없다고 믿었다. 아르노는 로마 가톨릭 신자의 마음을 교회가 어느 정도까지 구속할 수 있는지 구별하고자 했다. 그는 법적 문제(즉, 교리에 관한 문제)에 대해 로마 가톨릭 교회의 의견을 받아들일 의무가 있지만, 사실에 관한 문제에 대해서는 그렇지 않다고 주장했다. 즉, 아르노는 Cum occasione에서 제시된 교리에 동의했지만, 얀센의 저서에 이러한 교리들이 포함되었다는 사실을 교황이 결정한 것을 받아들일 의무는 없다고 주장한 것이다. 얀센주의자들은 얀센 자신이 공개적으로 단죄되지 않았다는 점, 그리고 아우구스티누스의 교리가 여전히 정통으로 간주된다는 사실에 만족했다. 이는 철저한 얀센주의의 단죄를 원했던 예수회와 그들의 지지자들을 불쾌하게 했다. 신학적 문제는 로마에서 기술적으로 해결되었지만, 얀센주의자들과 예수회 사이의 적대감은 점점 더 뚜렷해졌다.(pp. 91-92)

## 같이 보기
- 몰리니즘
- 장 라신